# Frans Melckenbeeck
Frans Melckenbeck (Lede, 15 novembre 1940) è un ciclista su strada belga, professionista dal 1962 al 1972, vinse Omloop Het Volk e Liegi-Bastogne-Liegi.

## Palmarès
- 1958

1ª tappa Étoile des Débutants
3ª tappa Étoile des Débutants
4ª tappa Étoile des Débutants
Classifica generale Étoile des Débutants
Liège-Aywaille-Liège
Circuit des Régions Flamandes
- 1960

Bruxelles-Lede
- 1961 (Dilettanti, dodici vittorie)

Campionati belgi, Prova in linea Dilettanti
5ª tappa Giro del Belgio Dilettanti
6ª tappa, 2ª semitappa Giro del Belgio Dilettanti
1ª tappa, 2ª semitappa Tour du Limbourg
Classifica generale Tour du Limbourg
2ª tappa Tour du Berry
3ª tappa Tour du Berry
Classifica generale Tour du Berry
Championnat de Flandre Orientale
Paris-Vailly
Grand Prix Somalia
Grand Prix de Vailly
- 1962 (Mercier, quattro vittorie)

Escaut-Dendre-Lys
4ª tappa Quatre jours de Dunkerque
1ª tappa Tour de Luxembourg
2ª tappa Tour du Nord
- 1963 (Mercier, undici vittorie)

Campionati provinciali per club
Liegi-Bastogne-Liegi
Grote 1 Mei-Prijs
Grand Prix de Brasschaat
Grand Prix de la Banque
2ª tappa Tour du Sud-Est
4ª tappa Tour du Sud-Est
7ª tappa Tour du Sud-Est
5ª tappa, 1ª semitappa Tour de Luxembourg
4ª tappa Tour de France
2ª tappa Tour du Nord
- 1964 (Mercier, undici vittorie)

Grand Prix d'Isbergues
3ª tappa Vuelta a España
6ª tappa Vuelta a España
17ª tappa Vuelta a España
Omloop Het Volk
4ª tappa Paris-Nice
Grand Prix de Fourmies
Grand Prix de la Banque
1ª tappa Tour de Picardie
- 1965 (Mercier, due vittorie)

Grand Prix de Monaco
10ª tappa, 1ª semitappa Vuelta a España
- 1966 (Mercier, una vittoria)

Circuit des régions linières
- 1967 (Groene Leeuw/Tibetan, tre vittorie)

Campionati provinciali interclubs
3ª tappa Giro del Belgio
4ª tappa Giro del Belgio
- 1968 (Pull Over Centrale, una vittoria)

Grote Prijs Stad Zottegem
- 1970 (Goldor, una vittoria)

Roubaix-Cassel-Roubaix
- 1971 (Goldor, una vittoria)

Circuit de Flandre Orientale

### Pista
- 1961

Omnium de Gand
Campionati belgi, Americana Dilettanti

## Piazzamenti

### Grandi Giri
- Tour de France

1962: fuori tempo (12ª tappa)
1963: ritirato (9ª tappa)
1964: ritirato (9ª tappa)
- Vuelta a España

1964: 37º
1965: ritirato

### Competizioni mondiali
- Giochi olimpici

Roma 1960 - Inseguimento a squadre: 19º